# Mundaspråk

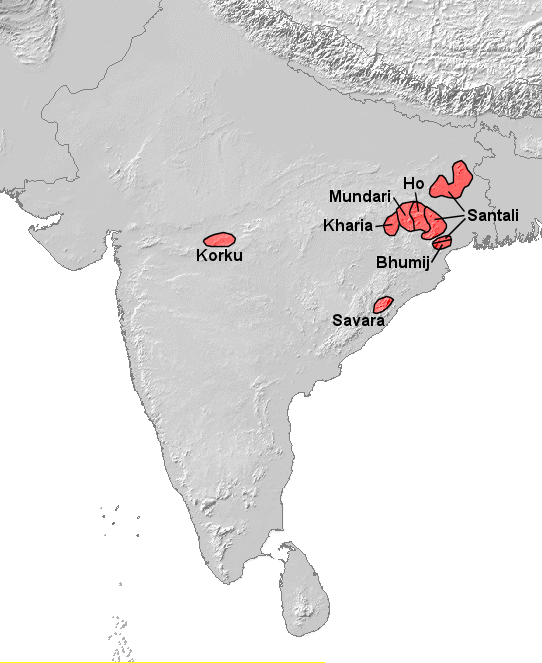
Mundatalarnas utbredning i Indien

Mundaspråk är en gren av den austroasiatiska språkfamiljen, med omkring nio miljoner talare i Bangladesh och centrala och östra Indien.  Mundaspråken är således släkt med till exempel vietnamesiska, som är det största av mon-khmerspråken, den andra austroasiatiska huvudgrenen.  Mundaspråkens ursprung är okänt.  Exempel på mundaspråk är Ho, Mundari och Santali. Mundaspråken delas traditionellt upp i två huvudgrupper, norra och södra mundaspråk, men förmodligen är deras inbördes relationer mer komplicerade än så.

## Klassificering

### Traditionell klassificering i två grenar
Den traditionella klassificeringen i två grenar åberopas ofta:
- Norra Munda
  - Korku
  - Kherwarian
    - Kherwari-grenen: Agariya, Bijori, Koraku
    - Mundari-grenen: Mundari, Bhumij, Asuri, Koda, Ho, Birhor
    - Santali-grenen: Santali, Mahali, Turi
- Södra Munda
  - Kharia-Juang: Kharia, Juang
  - Koraput Munda
    - Remo-grenen: Gata (Gta), Bondo (Remo), Bodo Gadaba (Gutob)
    - Savara-grenen [Sora-Juray-Gorum] : Parengi (Gorum) [in Koraput District] , Sora (Savara), Juray, Lodhi

### Diffloth(2005)
Diffloth (2005) prsenterar en mer komplex bild:
|  | Remo   |
|  |        |
|  | Savara |
|  |        |

|             | Kharian-Juang                                        |
|             |                                                      |
| North Munda | \| \| Korku \| \| \| \| \| \| Kherwarian \| \| \| \| |
|             | \| \| Korku \| \| \| \| \| \| Kherwarian \| \| \| \| |
|             | Korku                                                |
|             |                                                      |
|             | Kherwarian                                           |
|             |                                                      |

|  | Korku      |
|  |            |
|  | Kherwarian |
|  |            |

|  | Remo   |
|  |        |
|  | Savara |
|  |        |

|             | Kharian-Juang                                        |
|             |                                                      |
| North Munda | \| \| Korku \| \| \| \| \| \| Kherwarian \| \| \| \| |
|             | \| \| Korku \| \| \| \| \| \| Kherwarian \| \| \| \| |
|             | Korku                                                |
|             |                                                      |
|             | Kherwarian                                           |
|             |                                                      |

|  | Korku      |
|  |            |
|  | Kherwarian |
|  |            |